# Matías Rojas (Fußballspieler, 1996)
Matías Ignacio Rojas Coloma (* 29. Oktober 1996 in Santiago) ist ein ehemaliger chilenischer Fußballspieler, der auf der Position eines Abwehrspielers eingesetzt wurde.

## Karriere
Matías Rojas begann seine Profikarriere 2015 beim CD Cobresal in der Primera División. 2016/17 stieg er mit dem Team in die Primera B ab. Nachdem er nicht mehr viel Einsatzzeit bekommen hatte, wechselte er Mitte 2018 in die Tercera A zu Deportes Ovalle und ein Jahr später zu General Velásquez in der Segunda División. Anschließend unterschrieb er einen Vertrag bei Deportes Limache. Nach Juli 2021 sind keine Daten im Profifußball über ihn verzeichnet.